# マイク・オリバー
マイク・オリバー（Mike Oliver 1945年2月3日 - -2019年3月3日）は、イギリスの研究者、著述家、障害者の権利に関する活動家。グリニッジ大学の障害学名誉教授。障害の社会モデルの主張を中心とした仕事を主に行っている。
彼の主な著作は以下の通り
- Oliver, M. (1990). The Politics of Disablement. London: Macmillan.
- 三島亜希子、山岸倫子、山森亮、横須賀俊司　訳『障害の政治』（明石書店、2006年）
- Oliver, M. (Ed.). (1991). Social Work, Disabled People and Disabling Environments. London: Jessica Kingsley.
- Oliver, M. (1996). Understanding Disability, from Theory to Practice. London: Macmillan.
- Oliver, M., Barnes, C. (2012). The New Politics of Disablement. New York: Palgrave Macmillan.